# Ващилин, Павел Эльфридович
Павел Эльфридович Ващилин (род. 21 июля 1978, Москва) — российский актёр, режиссёр театра и кино, педагог. Заслуженный артист Российской Федерации (2024). Директор музея МХАТ с 30 сентября 2024 года.

## Биография
В 1995 году Павел Ващилин после окончания театрального класса Школы N232 при высшем театральном училище им. Щепкина Малого театра, поступил на актёрский факультет Школы-студии МХАТ им. В. И. Немировича-Данченко (ВУЗ) в Москве, на курс Олега Ефремова.
В 1999 году окончил обучение и был принят в труппу Московского художественного театра имени А. П. Чехова.
На курсе преподавали Дмитрий Брусникин, Роман Козак, Алла Покровская, Игорь Золотовицкий, Андрей Панин, Марина Брусникина.
Во время учебы начал играть в спектаклях МХТ: «Борис Годунов», «Маленькие трагедии», «Горе от ума» и другие.
На протяжении более 20 лет участвует в литературных вечерах «Круг чтения», цель которого — знакомство мхатовской публики с новым словом в отечественной литературе.
Участвует в спектаклях, получивших всеобщее признание и отмеченных наградами:
- «Пролетный гусь» (реж. М. Брусникина) — Государственная премия России 2004 г.
- «Конёк-Горбунок» Братья Пресняковы (реж. Е. Писарев) — Театральная премия Москвы «Хрустальная Турандот», 2008 г., Российская национальная театральная премия «Золотая маска», 2009 г., театральная премия СТД «Гвоздь сезона», 2009 г.
- «Идеальный муж. Комедия» (реж. К. Богомолов) — Зрительская премия «Звезда театрала»,2013 г., Российская национальная театральная премия «Золотая маска», 2014 г.
- «Мефисто» Клаус Манн (реж. А. Шапиро) — театральная премия СТД «Гвоздь сезона», 2016 г.
- "Новая Оптимистическая" (реж. К.Богомолов) - театральная премия "Московского комсомольца", Лучший ансамбль, 2023 г.

С 2018 года по 2023 год преподавал в творческой лаборатории Gogol School, являясь мастером актерской лаборатории ActingLab (ACT2).
С 2022 года - художественный руководитель Арт-группы "Улица Мечтателей".
В 2003 году защитил диссертацию на соискание ученой степени кандидата социологических наук на тему «Социализация творческой молодежи России как объект социологического анализа и социального управления».

## Творчество

### Роли в театре
1998 год
- Боярин «Борис Годунов» А.Пушкин (реж. О.Ефремов)

1999 год
- Бальтазар, Георгий «Джульетта и её Ромео» Клим (реж. В.Берзин)
- Калибан «Буря» У. Шекспир (реж. Р.Козак)
- Виргинский «Бесы» Ф.Достоевский (реж. Д.Брусникин)
- Поручик Де ля Котри «Забавный случай» К.Гольдони (реж. А.Панин)
- Конвойный, Санитар «И свет во тьме светит» Л.Толстой (реж. В.Долгачев)
- Шиваит, Баптист «Максимилиан Столпник» И.Охлобыстин (реж. М.Ефремов, Н.Высоцкий)
- Корнаухов «Конкурс» А.Галин (реж. А.Покровская, Д.Брусникин)

2000 год
- Граф Джачинто «Венецианский антиквар» К.Гольдони (реж. Н.Шейко)
- Миша «Бабье царство» А.Чехов (реж. А. Покровская)
- Молчалин «Горе от ума» А.Грибоедов (реж. О.Ефремов)
- Жид, Гость Лауры «Маленькие трагедии» А.Пушкин (реж. Р. Козак)
- Воропаев «Дневник военнопленного Воропаева» Н. Воропаев (реж. М.Брусникина)
- Брэк «Гамлет в остром соусе» А. Николаи (реж. П.Штейн)

2001 год
- Куц «Лесная песня» Л.Украинка (реж. Р. Козак)
- Суфлер, Шарлатан с клавессином «Кабала святош» М.Булгаков (реж. А.Шапиро)
- Гость на балу, Игрок «Маскарад» М.Лермонтов (реж. Н.Шейко)
- Граф Де Вальвер «Сирано де Бержерак» Э.Ростан (реж. О.Ефремов)
- Помощник Председателя комитета «Красивая жизнь» Ж. Ануй (реж. В.Ланской)

2002 год
- Бориска, Витя, Малинин «Сонечка» Л.Улицкая (реж. М. Брусникина)
- Паша «Вечность и ещё один день» М. Павич (реж. В.Петров)
- Внук «Пролетный гусь» В.Астафьев (реж. М. Брусникина)[26][27][28][29][30]

2003 год
- Рыцарь Бертран, Актер, Свинопас «Ундина» Ж.Жироду (реж. Н. Скорик)
- Юноша «Осада» Е. Гришковец (реж. Е. Гришковец)[31][32][33][34][35][36][37][38][39][40]
- Павлуша «Учитель словесности» В.Семеновский (реж. Н. Шейко)[41][42][43][44][45]
- Издатель «Скрипка и немножко нервно» С.Савина (реж. А. Марин)
- Сергей-клубный официант, Секердон, Василий, человек Флора Федуловича «Последняя жертва» А.Островский (реж. Ю. Еремин)
- Автор «Легкий привкус измены» В.Исхаков (реж. М.Брусникина)[46][47]

2004 год
- Первый офицер, Телефонист, Фон Шратт — немецкий генерал «Белая гвардия» М.Булгаков (реж. С. Женовач)
- Герой «Белое на черном» Р.Гальего (реж. М. Брусникина)[48][49][50][51][52]
- Дамис, сын Оргона «Тартюф» Жан-Батист Мольер (реж. Н. Чусова)[53]

2005 год
- Саша «Солнце сияло» А.Курчаткин (реж. М. Брусникина)[54]
- Граф Юбер де Бревиль «Пышка» В.Сигарев (реж. Г. Товстоногов, С. Беляев)[55]

2006 год
- Ваня Корнеев, Павел, Виктор «Река с быстрым течением» В.Маканин (реж. М. Брусникина)[56][57][58]
- Адвокат Додсон «Пиквикский клуб» Чарльз Диккенс (реж. Е. Писарев)

2007 год
- Алексей Торк «Тутиш» (реж. М. Брусникина)[59]

2008 год
- Лофгрен, шофёр такси «Белый кролик» Мэри Чейз (реж. Е. Каменькович)
- Солнце, Купец «Конёк-Горбунок» Братья Пресняковы (реж. Е. Писарев)[60][61]

2009 год
- Кант, Аудитор «Киже» К.Серебренников по А.Тынянову (реж. К.Серебренников)[62][63][64][65]

2010 год
- Жан «Башня Дефанс» Копи (реж. Марсьяль Ди Фонзо Бо)[66]
- Врач «Налетела грусть, боль незваная, вот она, любовь окаянная» Павел Пряжко (реж. Д. Волкострелов)
- Анучкин «Женитьба» Н.Гоголь (реж. И. Золотовицкий)[67][68]

2011 год
- Кактус «Белоснежка и семь гномов» Лев Устинов, Олег Табаков (реж. М. Миронов)[69][70]
- Степан Лиходеев, Афраний «Мастер и Маргарита» Михаил Булгаков (реж. Янош Сас)
- «Действующие лица» (Творческий вечер Павла Ващилина и Юлии Чебаковой)[71]

2012 год
- Дядя Поль «Событие» Владимир Набоков (реж. К. Богомолов)[72]
- Фискал «Жаворонок» Жан Ануй[73]
- Юбер «Несвоевременный визит» Копи (реж. Филипп Шемен)[74][75]

2013 год
- Капитан израильской полиции Авнер Лесс «Брат Эйхман» Хайнар Киппхардт (реж. Ханс-Вернер Крёзингер)[76]
- Томми-липучка «Идеальный муж. Комедия» Оскар Уайльд (реж. К. Богомолов)[77][78][79]
- Мхатовский вечер «Ночь поэзии. XXI век» (реж. М.Брусникина)

2014 год
- Хонес «Бумеранг» Бланка Доменек (реж. Хуанма Касеро)

2015 год
- Ли Фуй и Новый ангел «Мушкетёры. Сага. Часть первая» К. Богомолова (реж. К. Богомолов)[80][81]
- Бонетти «Мефисто» Клаус Манн (реж. А. Шапиро)[82][83]
- «Круг чтения» в «Ночь искусств» (реж. М.Брусникина)

2016 год
- Мхатовский вечер «Ночь поэзии» (реж. М.Брусникина)

2017 год
- Колясик, интересный мужчинка, 35 лет «Боюсь стать Колей» Иван Андреев (реж. М. Брусникина)[84]
- Управляющий отеля «Весёлые времена» (реж. М. Рахлин)
- Мхатовский вечер «Ночь поэзии» (реж. М.Брусникина)

2018 год
- «Солнце всходит» — вечер-посвящение к 150-летию М. Горького по документальной пьесе М. Дурненкова (реж. В. Рыжаков)[85]
- Буржуа, Председатель колхоза, сутенёр, бомж «XX век. Бал» (реж.-хореограф А. Сигалова)[86]
- Мхатовский вечер «Ночь поэзии» (реж. М.Брусникина)

2019 год
- Князь Василий Иванович Шуйский, Мхатовский вечер «Память места»: А.Толстой «Царь Фёдор Иоаннович» (реж. М.Брусникина)

2020 год
- Мхатовский вечер «Память места»: Л.Андреев «Анатэма» (реж. М.Брусникина)
- Мхатовский вечер «Память места»: Ч.Диккенс «Сверчок на печи» (реж. М.Брусникина)
- Мхатовский вечер «Ночь поэзии» (реж. М.Брусникина)[87]
- Кемаль, кузнец «Ювенильное море» Андрей Платонов (реж. Н.Назарова)[88][89][90][91][92][93][94][95][96][97][98][99]
- Мхатовский вечер «Некое нечто…» К 150-летию со дня рождения Ивана Бунина (реж. М.Брусникина)[100]

2021 год
- Фон Слепень Слепунов «Звезда вашего периода» Рената Литвинова (реж. Рената Литвинова)[101][102][103][104][105][106][107][108]
- Мхатовский вечер "Память места": Пончик — Непобеда, литератор, М.Булгаков «Адам и Ева» (реж. М.Брусникина)[109][110]
- Мхатовский вечер «Ночь поэзии» (реж. М.Брусникина)[111][112]
- Мхатовский вечер «Круг чтения» к 130-летию со дня рождения М. А. Булгакова «Театральный роман» («Записки покойника») 10 и 11 глава (реж. М.Брусникина)[113]

2022 год
- Доврский дед, король мумий троллей; неизвестный пассажир, Мхатовский вечер «Память места»: Генрик Ибсен «Пер Гюнт» (реж. М.Брусникина)[114]
- Главы 10 и 11 «Театральный роман (Записки покойника)» Михаил Булгаков, иммерсивный спектакль в рамках «Ночь театров в МХТ» (реж. М.Брусникина)[115][116][117],
- Онегин, Савелий (театральный критик) «Новая Оптимистическая» Константин Богомолов (реж. К.Богомолов)[118][119][120][121][122][123]

2023 год
- Агамемнон «Одиссей спускается в Аид» Гомер, IV Лаборатория «АРТХАБ» (реж. Василиос Самуркас)[124][125][126]
- Сирота "Повседневная жизнь русского крестьянства в XX веке.Речи немых" Виктор Бердинских. IV Лаборатория "АРТХАБ" (реж. Е.Шихова)[127]
- Актер "Смотришь в небо и видишь - звезда..." (реж. М.Брусникина) - Музыкально-литературная программа в ознаменование запуска космического корабля "Союз МС-24", г.Байконур[128][129][130][131]
- Сахновский, Монюков, Ващилин "Предлагаемые обстоятельства" Карина Бесолти, Ринат Ташимов (реж. В.Рыжаков, документальный спектакль к 80-летию Школы-студии им.В.И.Немировича-Данченко)[132]
- Сирота "Речи немых" Виктор Бердинских, Олеся Лихачева (реж. Е.Шихова)[133][134][135][136][137][138]
- Продюсер Базилио "Буратино" по произведению А.Толстого (реж. Г.Ковалев и П.Ващилин)

2024 год
- Мхатовский вечер "Память места": Салтыков Сергей Васильевич, петербургский богач, Геккерен, дипломат, приемный отец Дантеса "Последние дни (Пушкин)" Михаил Булгаков (реж. М.Брусникина)[139]
- Егорушка (Егор Тимофеевич) "Самоубийца" Николай Эрдман (реж. Н.Рощин)
- Актер "Человек" (реж. М.Брусникина) - Музыкально-литературная программа из цикла "Круг чтения", г.Байконур[140]

### Роли в кино
1996 год
- «Русский для Американцев»(ТВ проект) (реж. Д.Брусникин)

1997 год
- «Чехов и Ко», телеканал канал ТВ-6 (реж. Д. Брусникин)[141]

2000 год
- «Яды или история отравлений», Мосфильм (реж. К. Шахназаров)

2001 год
- «Спартак и Калашников», (реж. А. Прошкин)
- «Пятый угол», студия ТриТ (реж. С. Газаров)

2002 год
- «Фото» (реж. А. Галин)
- «Саломея», телеканал НТВ (реж. Д. Брусникин)

2003 год
- Снегирев, «Сыщики-2», телеканал НТВ (реж. Д. Брусникин)
- «Затворник», (реж. Е. Михалков-Канчаловский)

2004 год
- «Эта Пиковая дама», телеканал Культура (реж. П. Штейн)
- «Против течения», телеканал РТР (реж. А. Матешко)
- «Водитель для Веры», студия ТриТ (реж. П. Чухрай)

2005 год
- Адъютант, «Статский советник», студия ТриТ и ОРТ (ТВ версия) (реж. Ф. Янковский)
- «Полный вперед» (реж. А. Панин)
- «МУР есть МУР-3» студия МакДос (реж. Д. Брусникин)

2006 год
- «Крупногабаритные», телеканал РТР (реж. А. Званцова, Д. Константинов)
- Следователь «Солдаты 8», телеканал RenTV (реж. С. Арланов)
- Василий Сталин, «Сталин LIVE», телеканал НТВ (реж. Г. Любомиров)[142]
- «Закон и порядок», в серии «Завершение дела» роль адвоката, студия «2В» по заказу телеканала НТВ (реж. Д. Брусникин и Г. Николаенко)

2007 год
- Яков «Грех», Ментор-Синема (реж. Б. Бланк)
- Президент Банка «Оплачено смертью», телеканал Россия (реж. Д. Брусникин)
- «Час Волкова», телеканал НТВ (реж. А. Грабарь, Н. Кириенко)
- «Личная жизнь доктора Селивановой», Первый канал (реж. М. Малич)

2008 год
- «Аферисты», телеканал НТВ (реж. И. Штернберг)
- «Путейцы», телеканал РТР (реж. Г. Байсак)
- «Закон и порядок», 2-й сезон, роль адвоката, студия «2В» по заказу телеканала НТВ (реж. Д. Брусникин и Г. Николаенко)

2009 год
- «Срочно в номер-2», телеканал РТР (реж. М. Кубринский)
- «По поводу лысой певицы», телеканал Культура (реж. С. Юрский)
- «Я вернусь», продюсерская фирма И. Толстунова, ОРТ (реж. Е. Немых)

2010 год
- «Как я встретил вашу маму», телеканал СТС (реж. Ф. Стуков, И. Китаев)

2015 год
- «Власик. Тень Сталина», Василий Сталин, Первый канал (реж. А. Мурадов)
- «Эти глаза напротив», Первый канал (реж. С. Комаров)
- «Людмила Гурченко», Юрий Белов, Россия-1 (реж. С. Алдонин, А. Имакин)

2017 год
- «Победители», Глеб Гессер, телеканал НТВ (реж. А. Николаев, А. Никонова)[143]

2019 год
- «Гекко», второй клиент(реж. Н. Лойк)

2022 год
- «Amore more», KION, ГК ГПМ КИТ (реж. Яна Гладких)
- «КЭТ», администратор Большого театра, фонд «Кинопрайм», Стелла (реж. Б.Акопов)

2024 год
- "Мосгаз", 10-й сезон "Метроном", корреспондент телевидения, "Студия Русский проект" для 1-го канала (реж. Евгений Звезданов)

### Фестивали
2005 год
- Ведущий Церемонии вручения премии «Золотая лира» в номинации «Женское лицо года. Творческая элита Москвы» журнала «Планета Красота» (г. Москва, Геликон-опера)

2015 год
- «Книги России» на Красной площади (г. Москва)
- «Читаем вместе французскую литературу» (Государственный музей изобразительных искусств имени А. С. Пушкина, г. Москва)[144][145]

2016 год
- Рождественские встречи с Денисом Мацуевым (г. Иркутск)
- Книжный фестиваль «Красная площадь» на Красной площади (г. Москва)

2017 год
- Рождественские встречи с Денисом Мацуевым (г. Иркутск)
- Ведущий XXVI Церемонии вручения приза звёздам мирового балета — БЕНУА ДЕ ЛА ДАНС (г. Москва, Большой театр России)[146]
- Книжный фестиваль «Красная площадь» на Красной площади (г. Москва), поэтический вечер «Наш Пушкин»

2018 год
- Петр Чайковский «Метаморфозы» (музыкальный спектакль по произведениям П. И. Чайковского) Международный музыкальный фестиваль Belgorod Music Fest « Борислав Струлёв и друзья» (г. Белгород)[147][148][149][150][151]
- Ведущий XXVII Церемонии вручения приза звёздам мирового балета — БЕНУА ДЕ ЛА ДАНС (г. Москва, Большой театр России)[152][153]
- Книжный фестиваль «Красная площадь» на Красной площади (г. Москва), «Стихи не пишутся — случаются» по стихам Андрея Вознесенского[154]

2019 год
- «Дачное Царицыно», программа «Смешные любови» с Юлией Чебаковой (г. Москва, дворцово-парковый ансамбль Царицыно)

2020 год
- «Ночь искусств. Music party» (К Х-летию Международного музыкального фестиваля Belgorod Music Fest «Борислав Струлёв и друзья»)[155]

2022 год
- VIII Книжный фестиваль «Красная площадь» на Красной площади (г. Москва), отрывки из романа М.Булгакова «Записки покойника. Театральный роман»[156]

2024 год
- Второй Фестиваль "Театральные выходные в Зарядье": "Бабушкин праздник" из спектакля М.Брусникиной "Пролетный гусь" и 3,4 действие из спектакля В.И.Немировича-Данченко "Последние дни (Пушкин)"[157].

### Режиссёрские работы
2018 год
- «Свахи» по произведениям А. Островского, Н.Гоголя (совместно с Родионом Барышевым в Gogol School)
- «Снег» по произведениям Э.Ионеско, Копи, А.Чехова (Gogol School)

2019 год
- «Я не такая» Иван Андреев (выпускники Gogol School, Дом Щепкина)[158]
- «Корона» по произведениям В.Шекспира, А.Чехова (Gogol School)
- «Круги яда» по произведениям М. Булгакова (Gogol School)

2020 год
- «Три цвета любви» О.Рой
- «Мытищи — Одиночество — Москва. Москва — Одиночество — Мытищи» (Gogol School)
- «Push King» (Gogol School)

2021 год
- «Solus in Universo» по произведениям Рубена Давида Гонсалеса Гальего «Белое на черном» и Антуана де Сент-Экзюпери «Маленький принц» (Gogol School)
- «С.Н.С. Новогодний утренник для взрослых» (по произведениям российских писателей и поэтов) (Gogol School)

2022 год
- «DOSTOGOGOL. BEACH» по произведениям от классиков (Гомера) до современников (Екатерина Неволина, Нина Искренко..) (Gogol School)[159]
- «Театральный роман» Михаил Булгаков. Спектакль — путешествие по пространствам театра и романа (МХТ им. А.П.Чехова, ассистент режиссера)[160]
- «Забытые вещи. Память сердца». Поэтический перформанс (Арт-группа «Улица Мечтателей»)[161]
- «Забытые вещи. Яблоневый сад». Поэтический перформанс (Арт-группа «Улица Мечтателей»)[162][163]
- «Страсти по Фаусту», сценическая версия Екатерины Неволиной и Павла Ващилина по повести И. С. Тургенева «Фауст» (Арт-группа «Улица Мечтателей»)[164][165][166]
- «Белые сны. Часть первая» (Gogol School)

2023 год
- "Надо что-то делать"  Иван Андреев (МХТ им.А.П.Чехова, V лаборатория АРТХАБ)[167][168][169][170]
- "Последний жених Замоскворечья" по произведениям А.Н.Островского (Арт-группа "Улица Мечтателей")[171][172][173][174]
- "Надо что-то делать" Иван Андреев (Пространство "Внутри")[175][176][177][178][179][180][181][182][183]
- "Буратино" по произведению А.Толстого (МХТ им.А.П.Чехова совместно с Г.Ковалевым)

2024 год
- "Идеалисты" по рассказу Е.Неволиной и документальным материалам Библиотеки-читальни им.Тургенева (Библиотека-читальня им.И.С.Тургенева, с артистами МХТ им.Чехова, Арт-группы "Улица Мечтателей" и студентами театрального колледжа им.Филатова)[184][185][186]
- "Потерянный" Дмитрий Мухин (Театр на повети, музей "Семенково" Вологда)[187][188][189][190][191][192]

### Литературные читки
2019 год
- Кирилл Викторович, сотрудник госбезопасности «Беглец» В.Васюхин (реж. Д. Сорокотягин, Фонд охраны и должного содержания объектов культурного наследия)[193][194]
- Лев Зайчук, бывший физрук «Жалейки» Ю.Лушина (реж. Р.Барышев, 30-й фестиваль современной драматургии «Любимовка»)

2020 год
- Рассказ Ф.Достоевского «Мальчик у Христа на елке» (Телеканал «Дождь», Рождественский выпуск «Страшных сказок»)
- Дядя Володя «На кисельном берегу» А.Ишбулдина (реж. М.Брусникина, телеканал Lifenews, театр «Практика»)

### Концерты
2015 год
- Рождественский концерт (МХТ им. Чехова)

2016 год
- «Смешные любови. Стихи 13 современных российских поэтов» (Арт-клуб «БутерБродский», ведущий Влад Васюхин)
- Рождественский концерт (МХТ им. Чехова)

2017 год
- «CelloЕлка. Борислав Струлев и друзья» (Концертный зал Барвиха Luxury Village)
- Рождественский концерт (МХТ им. Чехова)

2019 год
- «Кремлёвская виолончельная ЁЛКА. Борислав Струлев, фантазия с друзья ми-ре-до» (Государственный Кремлёвский Дворец)
- Рождественский концерт (МХТ им. Чехова)

2020 год
- Рождественский концерт (МХТ им. Чехова)

2021 год
- Рождественский концерт (МХТ им. Чехова)[195]

2022 год
- «Жизнь прекрасна». Юбилейный вечер к 80-летию народной артистки России Ирины Мирошниченко в МХТ им. Чехова[196][197]

2023 год
- Рождественский концерт (режиссер Михаил Миронов, МХТ им. Чехова)[198][199]

### Видеография
2003 год
- «Кабала святош» (телеверсия спектакля МХТ им. А. П. Чехова)[200]

2005 год
- «Белая гвардия» (телеверсия спектакля МХТ им. А. П. Чехова)[201]

2006 год
- «Сонечка» (телеверсия спектакля МХТ им. А. П. Чехова)[202]
- «Белое на черном» (телеверсия спектакля МХТ им. А. П. Чехова)[203]
- «Пролетный гусь» (телеверсия спектакля МХТ им. А. П. Чехова)
- «Легкий привкус измены» (телеверсия спектакля МХТ им. А. П. Чехова)
- «Солнце сияло» (телеверсия спектакля МХТ им. А. П. Чехова)

2010 год
- «Конек Горбунок» (телеверсия спектакля МХТ им. А. П. Чехова)

2019 год
- Рыбак, клип «Никаких больше вечеринок», группа Cream Soda[204]

2020 год
- «Круг чтения», вечер современной поэзии (МХТ имени А. П. Чехова и Благотворительный фонд Константина Хабенского)[205]
- «Круг чтения», вечер современной прозы (МХТ имени А. П. Чехова и Благотворительный фонд Константина Хабенского)[206][207]

### Аудио записи
2001 год
- «Лесная песня», песни из спектакля (композитор В. Назаров)

2005 год
- «Песни из спектаклей Марины Брусникиной»: «Пролетный гусь», «Сонечка», «Белое на черном», «Легкий привкус измены», «Моя Марусечка» (Художественный руководитель проекта М. Брусникина, музыкальный руководитель А. Хованская)

### Антреприза
- Водяной, мюзикл «Летучий корабль» Ю.Энтин (реж. Н.Чусова)
- Медведь, мюзикл «Мама» Ю.Энтин (реж. Е.Писарев)

2019 год
- Господин Дроссельмейер, балет П.Чайковского «Щелкунчик» (Centralballetschool, художественный руководитель Екатерина Шипулина)

### Рекламные ролики
2005 год
- «Ты лучший», (реклама МТС 1-й ролик)
- «Ты лучший», (реклама МТС 2-й ролик)

2006 год
- «Позитроникс», (Гипермаркет бытовой техники)

## Общественная деятельность
2014 год
- по Программе Федерального агентства по делам Содружества Независимых Государств, соотечественников, проживающих за рубежом, и по международному гуманитарному сотрудничеству (Россотрудничество) принимал участие в мероприятиях Методической передвижной школы и Неделе русского языка, российского образования и культуры для российских соотечественников и иностранных граждан в Польше (Варшава, Сосновец, Гданьск, Варшава).

2019 год
- по Программе Федерального агентства по делам молодежи (Росмолодежь) принимал участие в работе жюри и экспертного совета Конкурса талантов «Народный театр» в г. Калининграде[208]

## Признание заслуг и награды
2010 год
- Медаль "За веру и добро" Губернатора Кемеровской области (Постановление Губернатора Кемеровской области от 29.11.2010 года N26-пн)[209]

2011 год
- Благодарность Министра культуры Российской Федерации Ващилину Павлу Эльфридовичу, артисту драмы федерального государственного бюджетного учреждения культуры «Московский художественный академический театр имени А. П. Чехова» «За вклад в развитие театрального искусства» (Приказ Минкультуры РФ N812-вн от 24.10.2011 года)[210]
- Почетная грамота Коллегии Администрации Кемеровской области «За выдающийся личный вклад в укрепление культурных связей регионов России, сохранение и приумножение лучших традиций театрального искусства, уникальный талант и преданность своему делу Ващилину Павлу Эльфридовичу артисту МХТ им. А. П. Чехова»[211]

2014 год
- Благодарность Российского центра науки и культуры в Варшаве Россотрудничества «За активное участие в Методической передвижной школы и Недели русского языка, российского образования и культуры для российских соотечественников и иностранных граждан (Варшава, Сосновец, Гданьск, Варшава, 20-24.10.14 года)»[212]
- Благодарность Руководства МХТ им. Чехова с юбилеем — «15-летием творческой деятельности на сцене Московского Художественного театра, многолетний вдохновенный труд, талант и преданность театру»[213]

2019 год
- Благодарность Росмолодежи и Русского радио «За участие в работе жюри и экспертного совета Конкурса талантов „Народный театр“»[214][215]

2024 год
- Заслуженный артист Российской Федерации (8 февраля 2024 года) — за большой вклад в развитие отечественной культуры и искусства, многолетнюю плодотворную творческую деятельность[216]